# Gengenbachita
La gengenbachita és un mineral de la classe dels fosfats. Rep el nom de la localitat de Gengenbach, a Baden-Württemberg (Alemanya).

## Característiques
La gengenbachita és un fosfat de fórmula química KFe₃(H₂PO₄)₂(HPO₄)₄(H₂O)₆. Va ser aprovada com a espècie vàlida per l'Associació Mineralògica Internacional l'any 2006. Cristal·litza en el sistema trigonal. La seva duresa a l'escala de Mohs és 2.
Segons la classificació de Nickel-Strunz, la gengenbachita pertany a «08.C - Fosfats sense anions addicionals, amb H₂O, amb cations de mida petita i mitjana» juntament amb els següents minerals: fransoletita, parafransoletita, ehrleïta, faheyita, gainesita, mccril·lisita, selwynita, pahasapaïta, hopeïta, arsenohopeïta, warikahnita, fosfofil·lita, parascholzita, scholzita, keyita, pushcharovskita, prosperita i parahopeïta.

## Formació i jaciments
Va ser descoberta a la mina Silberbrünnle, situada a la vall de Haigerach, molt a prop de la localitat de Gengenbach (Baden-Württemberg, Alemanya). Es tracta de l'únic indret de tot el planeta on ha estat descrita aquesta espècie mineral.